# Minensuche
Minensuche bezeichnet das Suchen – im weiteren Sinne das Suchen und Entschärfen bzw. Beseitigen – von Minen und zwar sowohl von Landminen wie auch von Seeminen.
Minen werden häufig als Minensperre (auch Minenfeld oder Minenteppich) verlegt.
Die Suche von Seeminen erfolgt mit Minenabwehrfahrzeugen:
- Minensuchboote
- Minenräumboote
- Minenabwehrdrohnen
- Sperrbrecher
- Minenjagdboote
- Minentaucherboote

Die Landminen-Suche erfolgt mit einem gepanzerten Fahrzeug ("Minenräumer") und/oder einem Minenpflug.
Menschen die Minen suchen und entschärfen bzw. absichtlich detonieren lassen bezeichnet man als 'Minensucher' oder 'Minenräumer'. Sie entschärfen auch Blindgänger.
Die Minensuche erfolgt mit einem Metalldetektor und anderen Hilfsmitteln.
Siehe auch Blindgänger#Suche.